# گذرگاه حنا
گذرگاه حنا یا گذرگاه‌ام الحنا نواری باریک بین رود دجله و باتلاق سویکیا (به انگلیسی: Suwaikiya Marshes) می‌باشد.

## منبع
1. ↑  "The Battle of Hanna". 1914-1918.net. Archived from the original on September 11, 2001. Retrieved 2008-09-17.